# Parantonae arida
Parantonae arida är en insektsart som beskrevs av Flock och Gill 1987. Parantonae arida ingår i släktet Parantonae och familjen hornstritar. Inga underarter finns listade i Catalogue of Life.